# Kouroumaninka
Ne doit pas être confondu avec Kourou.
Kourou aussi appelé Kouroumaninka est une sous-préfecture de Dalaba en Guinée.

## Histoire
Kourou est l'un des rares villages malinkés du Fouta-Djalon. Elle dépend de la préfecture de Dabala. 
Les habitants sont essentiellement des commerçants venus de la Haute Guinée au milieu du Xll siècle. 
Missirikoto fut le premier village occupé aux alentours des 1650 par les  Cissé, Touré,  Diaby. 
L'actuel emplacement de Kourou a été habité presque 10 ans avant la bataille de Talansan en 1720 [réf. souhaitée]. 
A Kourou, les noms de famille les plus répandus sont entre autres les :Cissé, Touré, Diaby, Keita, Camara, Condé, Diakité, Bakayoko, Diallo, Doumbouya, Savane....
Le patois est le Kouroukan, l'un des sous embranchements du malinké et la religion principale est l'islam. 
La langue parlée par ses habitants est une forme du malinké voisine du diakhanké et du mikiforé. Elle a été érigée officiellement en sous-préfecture le 16 mars 2021.

## Économie
La population vit de l'agriculture, de l'élevage et du petit commerce.

## Subdivision administrative
Kouroumaninka se compose de quatre districts.
| Districts     | Secteurs |
| ------------- | --- |
| Kourou centre | Kourou centre, Kégnékégnéba, Dioulala, Dantato,Bohoko,kourabassi,Diabbakansa,Kourou1,konkètö, katibaya,kansala,madina et Diabila fata |
| Djinkoya      | Djinkoya centre et Sambaya |
| Kourouba      | Kourouba centre,Djissouma,seriyabè Badi maninka et Dala                                                                               |
| Dalato        | Dalato centre, Dalagbéto, Digui et Traoréla                                                                                           |